# Druckausgleich
Als Druckausgleich wird der Vorgang bezeichnet, bei dem in zwei oder mehr getrennten, mit demselben Medium gefüllten Räumen der gleiche Druck hergestellt wird. Das Medium kann entweder ein Gas oder eine Flüssigkeit sein. In den meisten Fällen wird der Druckausgleich durch den Transport von Medium zwischen einem oder mehreren der genannten Räume und der Umgebung bewerkstelligt oder durch Transport zwischen den Räumen. In den allermeisten Fällen handelt es sich bei dem Medium um Luft.
Beim Tauchen, Liftfahren und Fliegen (Steig-/Sinkflug) entsteht im Mittelohr ein Unter- bzw. Überdruck im Vergleich zur Umgebung (Wasser-, Luft- oder Kabinendruck). Das Mittelohr ist durch die so genannte Ohrtrompete (Eustachische Röhre) mit dem Rachen verbunden. Diese Tube ist im Normalfall verschlossen, sie öffnet sich beim Schlucken, sodass ein Druckausgleich herbeigeführt werden kann. Alternativ kann beim Tauchen durch Ausatmen in die zugehaltene Nase mit dem erhöhten Druck im Rachenraum ein Druckausgleich hergestellt werden. Diese Form des Druckausgleichs nennt man auch Valsalva-Versuch.